# Suàbia

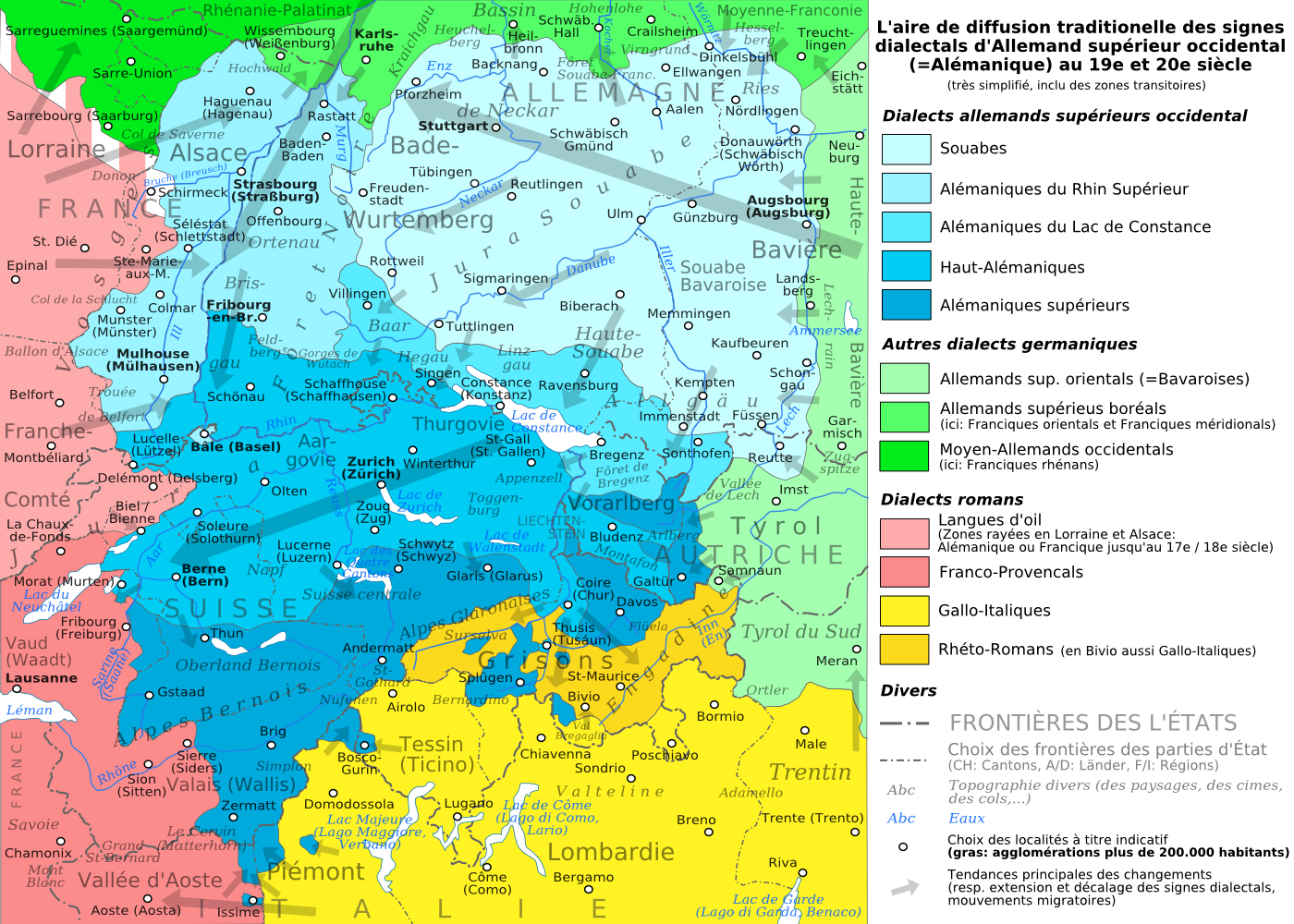
L'extensió del dialecte alamànic ve a ser l'extensió de la Suàbia medieval, si bé la variant anomenada suàbia és només la del nord-est d'aquesta àrea, que correspon aproximadament al que ara es coneix per Suàbia.

Suàbia (en alemany: Schwaben [ˈʃvaːbn̩] o, col·loquialment, Schwabenland) és una regió històrica i lingüística d'Alemanya que era formada per la major part de l'actual estat de Baden-Württemberg (en concret, el Württemberg històric i la província de Hohenzollern o Hohenzollerische Lande) a més de l'actual regió administrativa de Suàbia. El nom es deriva del Ducat de Suàbia, un dels Ducats arrel d'Alemanya (Stammesherzogtum).
Tàcit dona noves notícies sobre els sueus, com un dels pobles germànics que van lluitar contra l'Imperi el segle i i indica que van emigrar en dos grups: un que es va traslladar a Bohèmia i un altre a l'Elba i a l'Oder). Tàcit atribueix al seu país el nom de Suèvia (derivat després a Suàbia), vivint en territoris situats al nord i est dels que ocupaven sota Cèsar. Probablement, durant algun temps, els sueus van restar sota influència de Roma, però més tard van tornar a desenvolupar una política hostil. Claudi Ptolemeu considerava inclosos en els sueus els longobards, els semnons i els angles de la regió de Magdeburg, esqueixats dels angles del Schleswig. Quan els romans van conèixer millor Germània, el nom de sueus es va deixar d'usar per assignar a cada poble o tribu el seu propi nom.
A l'edat mitjana, es considerava que Baden, Vorarlberg, l'actual principat de Liechtenstein, l'actual Suïssa de llengua alemanya i l'Alsàcia (que actualment pertany a França) formaven part de Suàbia.
Els suabis (Schwaben, en singular Schwabe) són els nadius de Suàbia i parlants de l'alemany suabi, un dialecte de l'alamànic, que a la vegada forma part del continu dialectal de l'altgermànic superior. Segons l'Ethnologue, n'eren 0.8 milions de persones l'any 2006.

## Geografia
Com moltes altres regions culturals d'Europa, les fronteres de Suàbia no són fàcils de definir. Tot i així, normalment es defineix Suàbia dins el Cercle suabi, que equival a l'estat de Württemberg amb la província prussa de Hohenzollern), o els districtes moderns de Tubinga (excluent les regions del districte de Bodenseekreis), Stuttgart i la regió administrativa de la Bavaria sueva.